# غياث الدين محمد
غياث الدين محمد بن سام (بالفارسية: غیاث‌ الدین محمد بن سام)، كان سلطان لسلالة الغوريون من 1163 إلى 1202. خلال فترة حكمه، أصبحت سلالة الغوريون قوة عالمية امتدت من جرجان إلى البنغال.
خلال فترة حكمه المبكرة، هَزم جميع الغوريون المطالبين بالعرش وتحارب مع الدولة الخوارزمية على سيادة خراسان. احتل هرات عام 1176 واستمر في فرض سيطرته على معظم ما يعرف الآن بأفغانستان والمناطق المحيطة بها بحلول عام 1200، وفي أقصى الغرب مثل بسطام وجرجان. ساعدهُ شقيقه، معز الدين، في إدارة وتوسيع الجزء الشرقي من الدولة (حتى البنغال) وخدم غياث الدين بأقصى درجات الولاء والاحترام. توفي غياث الدين عام 1202 وخلفه أخوه معز الدين.